# Perloz
Perloz – miejscowość i gmina we Włoszech, w regionie Dolina Aosty, w dolinie Val di Gressoney w Alpach Pennińskich.
Według danych na styczeń 2009 gminę zamieszkiwało 480 osób przy gęstości zaludnienia 20,9 os./km².